# Крекінг-установки Пулау-Айєр-Мербау
Крекінг-установки Пулау-Айєр-Мербау — складові частини нафтохімічного майданчика компанії Petrochemical Corporation of Singapore (PCS) на острові Юронг у Сінгапурі.

## Історія
Першу в історії промисловості Сінгапуру установку парового крекінгу ввела в дію у 1984 році компанія Petrochemical Corporation of Singapore (PCS), яку створили японська корпорація Sumitomo (через Japan-Singapore Petrochemicals Company, JSPC), уряд цієї острівної країни та Сінгапурський банк розвитку (наразі власниками в рівних частках є JSPC та міжнародний енергетичний гігант Shell). Первісно установка могла продукувати 300 тисяч тонн етилену та 160 тисяч тонн пропілену, проте згодом була модернізована до показників у 465 та 270 тисяч тонн відповідно. А в 1997-му можливості майданчику істотно посилили за рахунок запуску другої піролізної установки, розрахованої на виробництво 645 тисяч тонн етилену та 380 тисяч тонн пропілену.
Крекінг-установки PCS розраховані на виключне споживання газового бензину, тому продукують значні об'єми фракції С4. З останньої станом на середину 2010-х вилучали 160 тисяч тонн бутадієну та 63 тисячі тонн 1-бутену (використовується як кополімер). Інші наявні у цій фракції олефіни дозволяють випускати 140 тисяч тонн метилтретинного бутилового етеру (МТВЕ, високооктанова присадка для пального, котра продукується реакцією ізобутилену та метанолу), а також забезпечувати роботу запущеної в середині 2000-х установки метатези олефінів. Остання виробляє 200 тисяч тонн пропілену шляхом реакції етилену та бутилену.
У 2018 році з метою оптимізації постачання сировини PCS запустила новий приймальний термінал, що підвищило максимальний дедвейт танкерів з 70 до 120 тисяч тонн. Об'єкт також має вісім резервуарів для зберігання газового бензину загальним об'ємом 240 тисяч м3.

## Продукти
Вироблений на установках етилен споживають численні виробництва, як-от:
- завод поліетилену високої щільності компанії Chevron Philips потужністю 390 тисяч тонн на рік;
- завод поліетилену низької щільності та етиленвінілацетату компанії The Poliolefins потужністю 250 тисяч тонн на рік;
- введений в дію ще у 1984-му компанією Ethylene Glycols Singapore (EGS) завод оксиду етилену потужністю 120 тисяч тонн. Наразі він повністю належить Shell, яка викупила 30 % частку в EGS у японської Mitsubishi в 2010-му — саме тоді Shell запустила в Сінгапурі власну установку парового крекінгу та організувала в рази потужніше виробництво оксиду етилену;
- введений в дію у 1997-му компанією Seraya Chemicals завод мономеру стирену та оксиду пропілену (епоксипропану) потужністю 315 та 140 тисяч тонн відповідно. На початковому етапі він належав Mitsubishi та Shell, проте вже у 1999-му остання перебрала повний контроль над підприємством;
- запущений у 2002 році спільний проект німецького хімічного концерну BASF та все тієї ж Shell потужністю 550 тисяч тонн мономеру стирену та 250 тисяч тонн оксиду пропілену. В 2014-му і це підприємство перейшло під повний контроль енергетичного гіганту;
- заводом німецької Celanese з випуску мономеру вінілацетату (продукт реакції етилену та оцтової кислоти). Введений в дію у 2000-му з потужністю 100 тисяч тонн, наразі він може продукувати вже 210 тисяч тонн.
Пропілен, окрім зазначеного вище виробництва епоксипропану, споживається заводом полімеризації компанії The Poliolefins потужністю 560 тисяч тонн поліпропілену на рік.
Споживачем бутадієну, зокрема, є завод неодімового каучуку компанії Lanxess, під спорудження якого на початку 2010-х розширили випуск зазначеного дієну на 60 тисяч тонн.
Можливо також відзначити, що на тому ж Юронзі, але дещо західніше, з 2001-го діє інше піролізне виробництво, що належить компанії ExxonMobil.